# سخی‌آباد (آق‌قلا)
سخی‌آباد، روستایی است از توابع بخش مرکزی شهرستان آق‌قلا در استان گلستان ایران.

## جمعیت
این روستا در دهستان شیخ‌موسی قرار دارد و براساس سرشماری مرکز آمار ایران در سال ۱۳۸۵، جمعیت آن ۲۵۵ نفر (۵۷خانوار) بوده‌است.